# صحراء الملح في سيرجان
صحراء الملح في سيرجان (الفارسية: کویر نمک سیرجان) هي بحيرة جافة تقع في إيران، وتظهر بعد وصول موجة فيض ثم تتبخر. تُعدّ هذه المنطقة حقلًا يحتوي على ملح (كيمياء). وفي بعض الأحيان، تتحول بفعل الأمطار إلى بحيرة ملحية. تقع صحراء ملح سيرجان على بُعد نحو 27 كيلومترًا من طريق سيرجان إلى شيراز، بالقرب من قرية خيرآباد.
يمتد الحقل على مساحة تزيد عن 35,000 هكتار. وفي بعض الأحيان، تتحول المنطقة إلى بحيرة ملحية نتيجة لهطول الأمطار.
توجد بالقرب من هذا الموقع مصنع ملح يستخدم هذا المورد لإنتاج الملح الصالح للأكل. وتتميز المنطقة بضعف شديد في الغطاء النباتي بسبب درجات الحرارة المرتفعة التي تسبب التبخر الشديد، وسوء جودة التربة.
تعاني هذه المنطقة من التلوث والتلف نتيجة للنفايات والقمامة الناتجة عن مصنع الحديد القريب.

## معرض الصور

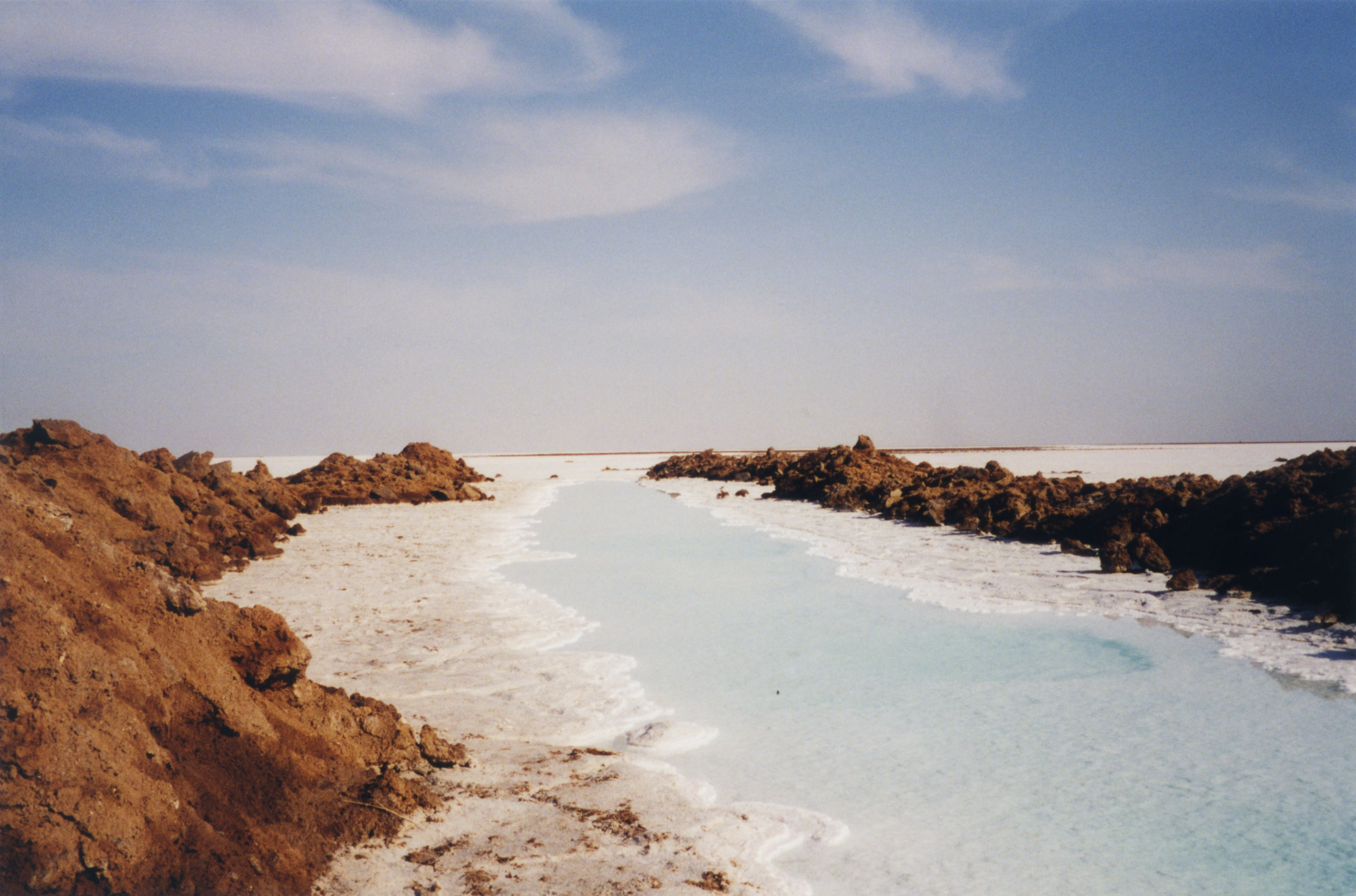
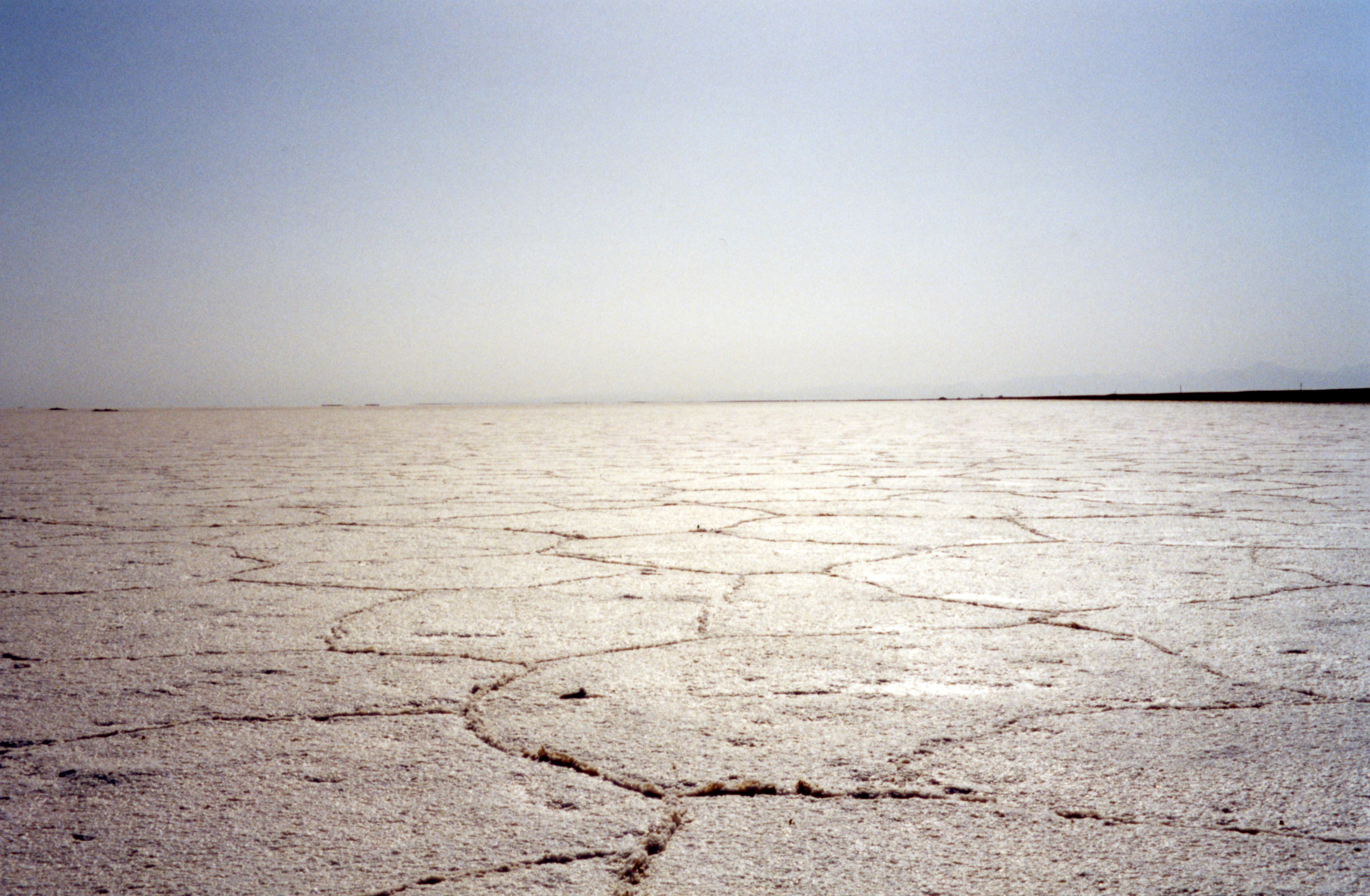
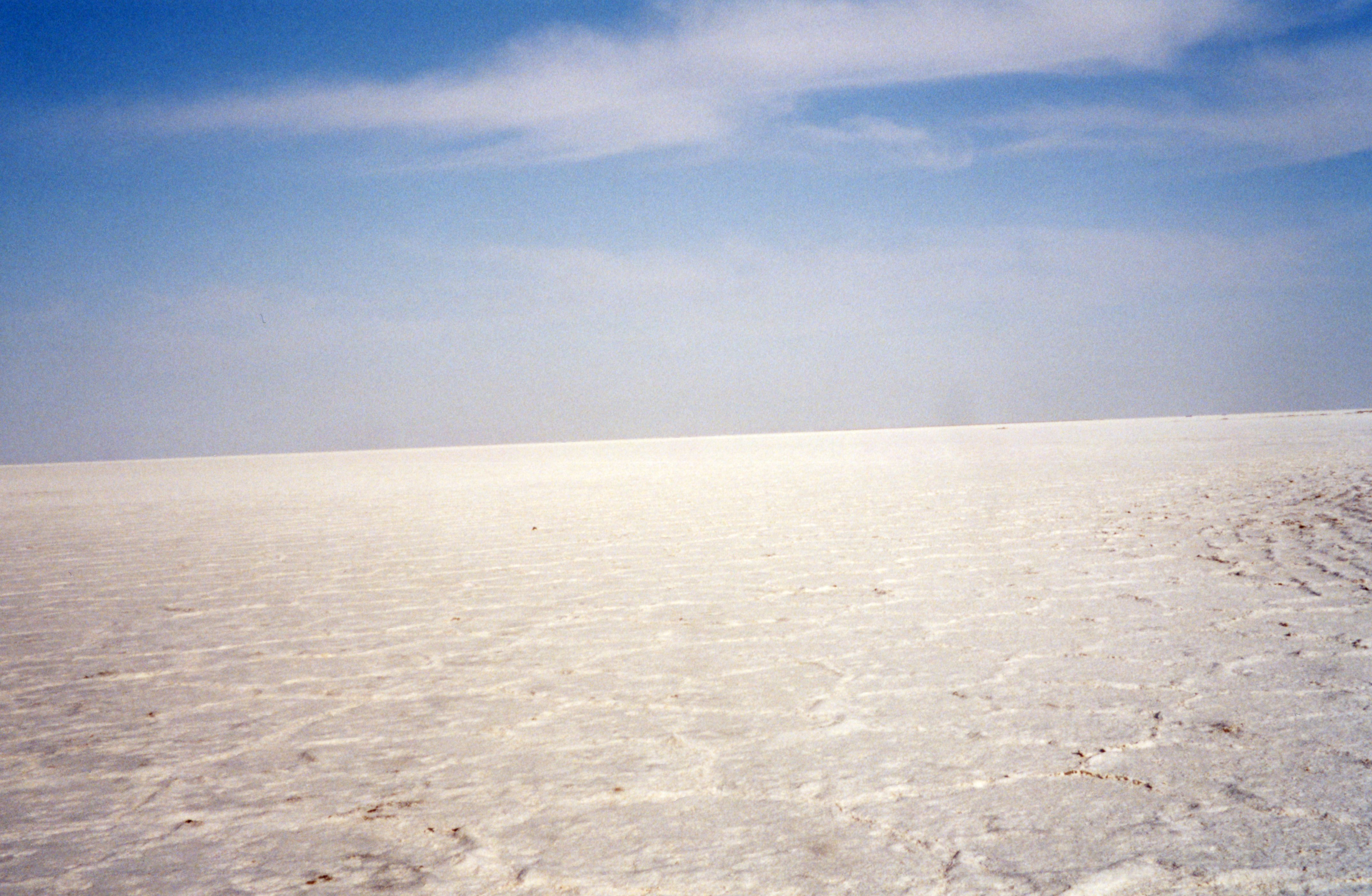
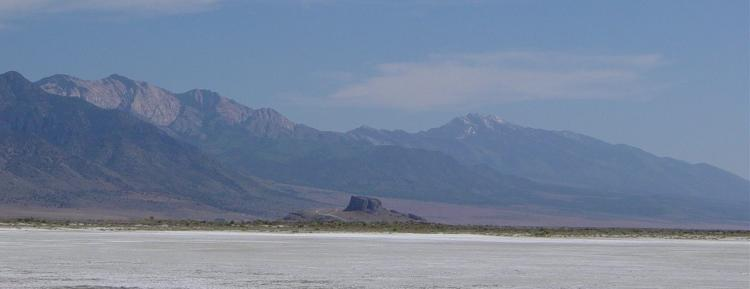